# Obélisque de la place des Fêtes
L'Obélisque de la place des Fêtes est une œuvre qui était installée sur la place des Fêtes entre 1995 et 2019, à Paris. Il est en partie réalisé par l'artiste Zoltán Zsakó.

## Description
L'œuvre est un obélisque de forme pyramidale. La majeure partie est en verre translucide, la base étant recouverte de dalles d'ardoise comportant des bas-reliefs gravés. La nuit, l'obélisque translucide est illuminé de l'intérieur.
L'Obélisque est installé sur la partie est de la place des Fêtes, dans le 19e arrondissement de Paris, à proximité de la fontaine-labyrinthe de Marta Pan.
Il repose sur une plateforme légèrement surélevée, en granite, dont les côtés comportent des grilles d'aération. Il recouvre en fait la sortie de secours du parking souterrain de la place des Fêtes ; sur l'un de ses côtés, il comporte une porte, sans poignée extérieure, permettant aux personnes qui accèdent à l'intérieur (par un escalier provenant du parking) de sortir sur la place.

## Historique
L'Obélisque est une commande publique de la ville de Paris, effectuée en 1995 par Zoltán Zsakó (né en 1954 à Cluj en Roumanie), artiste français d'origine hongroise, vivant à Paris.
Il est rénové en 2009 pour un coût de 20 000 euros.
Dans le cadre d'un projet de réaménagement de la place des Fêtes, esquissé en 2017 et prévu pour 2019, la sculpture est démontée pendant l'été 2019,.

## Au cinéma
La quasi-totalité du segment Place des Fêtes du film Paris, je t'aime se déroule au pied de cet obélisque.